# Buholmen
Buholmen est une île norvégienne du comté de Hordaland appartenant administrativement à Austevoll.

## Description
Rocheuse et couvert d'une légère végétation, elle s'étend sur environ 239 m de longueur pour une largeur approximative de 122 m. 